# Ненецкий лесной язык
Ненецкий лесной (нешанский) язык (самоназвание — Нешаӈ вата) относится к ненецкой подгруппе северной группы самодийской ветви уральской языковой семьи; основной язык лесных ненцев — субэтноса коренного малочисленного народа ненцев, проживающих в лесной и таёжной зоне Ямало-Ненецкого и Ханты-Мансийского автономных округов Тюменской области. К началу XX века в юрако-самодийском языке было три диалекта: ненецкий (тундровый), энецкий и лесной ненецкий (нешанский). Когда впоследствии также распавшийся на два языка энецкий язык отделился, осталось только два диалекта. Нешанский долгое время считался диалектом ненецкого языка, но начиная с 1990-х годов стал выделяться как отдельный язык.

## Лингвогеография
Имеет три говора: пуровский, ляминский и нялинский, разделяющих носителей языка по территории проживания.
Общее число носителей оценивается примерно в 1000 человек, из которых 750 проживает в Ямало-Ненецком автономном округе (Пуровский, Красноселькупский и Надымский районы), а остальные — в Ханты-Мансийском автономном округе (Сургутский, Нижневартовский, Белоярский и Ханты-Мансийский районы).

## Современное положение
В настоящее время язык находится под угрозой исчезновения. Численность народа сохраняется, но, следуя общим тенденциям в России и мире, сокращается число носителей вследствие непрестижности языка. Хотя лесные ненцы, как и тундровые, относительно хорошо, по сравнению с другими самодийскими народностями, сохраняют свой язык и культуру, в последние десятилетия наблюдается отчётливая тенденция утраты представителями этноса языка своей национальности.
Численность носителей ненецкого лесного языка неуклонно снижается. В Пуровском районе ЯНАО, ещё в 2000 г., от представителей молодого поколения часто можно было услышать заявления о ненужности родного языка. Многие молодые люди, хорошо владеющие языком и живущие на стойбище, в общении со сверстниками отдавали предпочтение русскому языку.
По данным начала 2000-х годов, ненецкий лесной язык преподавался в начальных классах четырёх школ (в городе Тарко-Сале и посёлках Нумто, Варьёган и Халясавэй). В Пуровском районе дважды в неделю транслировались 15-минутные радиопередачи, а раз в 2 недели выходили 20‒25-минутные телепередачи на ненецком лесном языке. На ненецком лесном языке создавал произведения писатель Юрий Вэлла. Кроме того, язык используется в традиционной религиозной практике при совершении ритуальных действий. Ненцы-христиане в религиозной практике язык не используют. В сфере традиционной хозяйственной деятельности — оленеводстве, охоте и рыболовстве — язык используется достаточно широко, но только в устном общении.
Сбором и исследованием культуры, истории и фольклора лесных ненцев занималась П. Г. Турутина.
По мнению Н. Б. Кошкаревой, в статистических данных, которые составляются в районных администрациях, лесные и тундровые ненцы по отдельности не выделяются. Так, по данным на 2002 г., численность ненцев, проживающих на территории Пуровского района Ямало-Ненецкого автономного округа, составляла 2915 чел, из них 1652 проживают в населённых пунктах Тарко-Сале, Харампур и Халясавэй — основных центрах расселения лесных ненцев на территории региона. Можно предположить, что большинство из них составляют лесные ненцы.

## Письменность
Ещё с начала 1930-х годов советские учёные пришли к выводу о том, что язык лесных ненцев морфологически, фонетически и лексически сильно отличается от языка их северных соседей — тундровых ненцев и имеет схожие черты с языком северных хантов и манси, а также энцев и селькупов.
Письменность для ненецкого лесного языка на основе кириллицы была создана в 1994 году. С использованием этой письменности изданы буквари, словари и пособия для учителей. Первый и единственный букварь собственно нешанского языка был издан в 2002 году.
| Аа | Ӓӓ | Бб | Вв | Гг | Дд | Ее | Ёё | Жж | Зз | Ии | Йй | Кк | Лл | Ԓԓ | Мм | Нн | Ӈӈ | Оо | Пп |
| Рр | Сс | Тт | Уу | Фф | Хх | Цц | Чч | Шш | Щщ | Ъъ | Ыы | Ьь | Ээ | Ӭӭ | Юю | Яя | ’  | ’’ |    |

## Язык или диалект
Язык лесных ненцев как лингвистический объект разными исследователями рассматривается по-разному. Г. Вербов расценивает его как диалект тундрового ненецкого языка. Я.
Попова называет его наречием. Встречается также термин «язык лесных ненцев».
Среди ученых консенсуса по этому вопросу нет. Довольно распространенной является точка зрения, в соответствии с которой ненецкий язык членится на два диалекта — тундровый и лесной. Тем не менее непонимание лесных ненцев тундровыми и наоборот, а также значительные различия как в фонетике, так и в грамматике склоняют к выбору в пользу того, чтобы считать лесной ненецкий отдельным языком.

### Отличия от тундрового ненецкого
Тундровый и лесной ненецкий значительно друг от друга отличаются. Фонетическая система лесного диалекта во многом похожа на хантыйскую: в области консонантизма отсутствует оппозиция согласных по звонкости-глухости — все согласные являются глухими и др.; отмечаются также и многочисленные лексические хантыйско-ненецкие параллели, свойственные исключительно ненецкому лесному языку
Языки различаются и набором морфологических форм, способами образования некоторых наклонений глагола, глагольными парадигмами и др.

## Лингвистическая характеристика

### Фонетика

#### Согласные
В нешанском язык имеется 24 согласные фонемы:
|                | Губные         | Губные  | Альвеолярные | Альвеолярные | Альвеолярные | Альвеолярные | Заднеязычные | Заднеязычные | Глоттальные |
| Переднеязычные | Переднеязычные | Губные  | Боковые      | Боковые      |              |              | Заднеязычные | Заднеязычные | Глоттальные |
| Простые        | Палатальные    | Простые | Палатальные  | Простые      | Палатальные  | Простые      | Палатальные  |              | Глоттальные |
| -------------- | -------------- | ------- | ------------ | ------------ | ------------ | ------------ | ------------ | ------------ | ----------- |
| Носовые        | m              | mʲ      | n            | nʲ           |              |              | ŋ            | ŋʲ           |             |
| Взрывные       | p              | pʲ      | t            | tʲ           |              |              | k            | kʲ           | ʔ           |
| Фрикативные    |                |         | s            | sʲ           | ɬ            | ɬʲ           | x            | xʲ           |             |
| Аппроксиманты  | w              | wʲ      |              |              | l            | lʲ           |              | j            |             |

Как правило, слова начинаются с согласного звука, однако существуют исключения (ыльпи — «великан»).
В языке встречается переднеязычный латеральный фрикатив ԓ ([ɬ] в МФА). Этот согласный ([ɬ]) и его палатализованный вариант([ɬj]), скорее всего, развился под воздействием соседствующих диалектов хантыйского языка и заменил собой исконно ненецкие [r] и [rj]. Примечательна его относительная редкость в северноевразийском ареале: здесь эта фонема встречается только в хантыйском, лесном ненецком, ительменском и чукотском языках.

#### Гласные
Вокализм языка включает в себя 6 пар кратких и долгих гласных, а также редуцированную гласную фонему [˚], которая встречается редко. В основном её наличие проявляется в удлинении предыдущего гласного или в варьировании соседних согласных.
Ударение чаще всего падает на первый либо на не-первый нечётный слог.

### Типологическая характеристика

#### Тип (степень свободы) выражения грамматических значений
Язык скорее синтетический, так в одном слове может содержаться множество грамматических значений:
Чикен нешатяай’колымта ” катаӈата.
| Чикен | неша-тяай-’колы-м-та-”             | ката-ӈа-та            |
| там   | отец-AUG-CHAR-ACC.SG-POSS.3.SG-MOD | убить-АOR-OBJ.3.SG.SG |
“И там (он) своего отца, бедного, убил”

#### Характер границы между морфемами
Формальной фузии в языке не наблюдается, границы между морфемами видны отчетливо. Преобладает агглютинация, но встречается и фузия в морфемах обозначающих лицо+число / падеж+число:
ка-хеԓи-ӈа-хаӈ
уйти-SMLF-AOR-3.DU

“отправились”
тиԓи-ӈа-хань-ш
жить-AOR-3.DU-PST

“жили”
выԓкатапта-ӈа-та
промчаться-AOR-3.SG

“промчался”
неша-н-та
человек-GEN.SG-POSS.3.SG

“его человеку”
ня-хан-та
товарищ-DAT.SG-POSS.3.SG

“его товарищу”

#### Локус маркирования в посессивной именной группе и предикации
Локус маркирования в именной группе в языке отличается от говора к говору.
В нумтовском говоре преобладает вершинное маркирование, что скорее свойственно угорским языкам, и, похоже, развилось в следствие тесного языкового контакта с соседствующим хантыйским языком:
Неяӈк шемта вынаԓа
| Неяӈк | ше-м-та            | вынаԓа-0           |
| комар | язык-ACC-POSS.3.SG | высунуть-SUBJ.3.SG |
“Комар высунул свой язык”
В пуровском и аганском говорах наиболее последовательно встречается зависимостное маркирование, что более свойственно самодийским языкам:
коньчеейӈ нюхуԓт
| коньчеей-ӈ       | ню-хуԓт-0          |
| Куропатка-GEN.SG | детёныш-MOD-NOM.SG |
“Детёныш куропатки”
Наԓышант пу'шадюм
| Наԓыша-н-т              | пу'ша-дюм-0         |
| Нарышa-GEN.SG-POSS.2.SG | старуxa-SLCT.NOM.SG |
“Мать Нарыши”
В предикации в языке встречается исключительно зависимостное маркирование.
Пываԓ чоԓхaнанта тум мансапта
| Пыва-0-ԓ             | чоԓ-хaнан-та          | ту-м         | мансапта-0          |
| Пыва-NOM.SG-POSS.2SG | посох-LOC.SG-POSS.3SG | огонь-ACC.SG | пошевелить-SUBJ.3SG |
"Пыв посохом костер пошевелил"
Метя пон катамта потеԓьшту
| метя-0          | пон    | ката-м-та                | потеԓь-шту-0          |
| невестка-NOM.SG | всегда | свекровь-ACC.SG-POSS.3SG | угождать-HAB-SUBJ.3SG |
“Невестка всегда свекрови угождает”

#### Тип ролевой кодировки
Ненецкий лесной язык имеет аккузативный тип ролевой кодировки, то есть чаще всего прямое дополнение ставится в винительный падеж:
Ниԓияай ӈай пенщԓамта ю'тӈа"
| Ниԓи-яай-0        | ӈай   | пенщԓ-ам-та           | ю'т-ӈа-0-"            |
| старик-AUG-NOM.SG | опять | бубен-ACC.SG-POSS.3SG | бить-AOR-SUBJ.3SG-MOD |
“А большой старик опять в свой бубен бьет”
Стоит отметить, что в некоторых случаях падеж объекта зависит от актуального членения высказывания и говора. Если прямое дополнение является темой (уже известной информацией) или входит в состав темы, то оно ставится в именительный падеж; в нумторском говоре также очень редко употребляется винительный падеж:
[Чуки тэта вайсыкуяй мят вай йиԓина] пуща ни нюта читыящ маныкаԓиӈата.
| Пуща    | ни      | ню-0-та                  | читыящ   | маны-каԓи-ӈа-та              |
| старуха | женщина | ребенок-NOM.SG-POSS.3.SG | только и | увидеть-SMLF-AOR-OBJ.3.SG.SG |
“[В доме этого богатого мужчины одиноко живущая] женщина только и увидела свою дочь”
Следующее высказывание отвечает на вопрос «Что они там увидели?». Прямое дополнение является ремой (новой информацией) и принимает форму винительного падежа:
[Пеԓимячахаӈ тадя кахеԓиӈахаӈ] Тайна тонԓэй мятуудим маныӈахаӈ
| Тайна | тонԓ-эй   | мяту-уди-м     | маны-ӈа-хаӈ           |
| там   | трава-ADJ | чум-DIM-ACC.SG | увидеть-AOR-SUBJ.3.DU |
„[И девицы отправились.] Там увидели травяной чумик“

### Три спряжения глагола
В лесном ненецком, как и в тундровом имеется 3 спряжения глагола: субъектное, объектное и рефлексивное. Окончания первого спряжения могут употребляться с переходными и непереходными глаголами, второго — только с переходными, третьего же — с переходными и возвратными. Точный алгоритм их присоединения не совсем понятен. В субъектном и возвратном спряжениях маркируется только лицо и число субъекта, а в объектном маркируется лицо и число субъекта и число объекта.

### Базовый порядок слов
За редкими исключениями слова в предложении распределяются в порядке, свойственном большинству уральских языков — SOV.
Тачипя шиий тачипямта
| S            | O        | V                   |
| ------------ | -------- | ------------------- |
| тачипя-0     | шиий     | тачипям-та          |
| шаман-NOM.SG | я.ACC.SG | шаманить-OBJ.3SG.SG |
“Шаман мне пошаманил”

## Примеры лексики
- Торова! «Здравствуйте!»;
- Не’ша «Люди»;
- Вата «Язык, слово»;
- Нешаӈ «Человек»;
- Ненэй нешаӈ «Настоящий человек»;
- Ним «Имя»;
- Веԓаԓ «Фамилия»;
- Пыты нимԓы ӈамы? «Как тебя зовут»;
- Мани нимди Шарни «Меня зовут Шарни»;
- Мани веԓади Пякой «Моя фамилия Пяк»;
- Мани нимди Анет, веԓай Дётт «Меня зовут Анет, а фамилия — Дётт».

## Использованные сокращения
- Н.л.я - ненецкий лесной язык
- 2 - второе лицо
- 3 - третье лицо
- SG - единственное число
- DU - двойственное число
- PL - множественное число
- NOM - именительный падеж
- GEN - родительный падеж
- DAT - дательный падеж
- ACC - винительный падеж
- AOR - аорист
- PST - прошедшее время
- IMPF - имперфект
- SUBJ - субъектное спряжение глагола
- OBJ - объектное спряжение глагола
- CHAR - аффикс, характеризующий отношение говорящего к сообщаемому факту[12]
- POSS - посессив
- DIM - диминутив
- AUG - аугментатив
- HAB - хабитуалис
- MOD - модальная частица
- SMLF - аффикс однократности действия[12]
- SLCT - аффикс со значением избирательности[12]
- PP.PART - прагматическая частица
- PRP - причастие неопределенного времени[12]

## Использованные ресурсы
1. Н. Б. Кошкарёва. Очерки по синтаксису лесного диалекта ненецкого языка / А.А.Мальцева. — Новосибирск, 2005.
2. Г.Д. Вербов. Диалект лесных ненцев / А.П.Окладников. — Новосибирск, 1973.
3. Я. Н. Попова. Фонетические особенности лесного наречия ненецкого языка / E. И. Убрятова. — Наука, 1978.
4. The Oxford Guide to the Uralic Languges / Adam Ledgeway, University of Cambridge, and Martin Maiden, University of Oxford — Oxford university press, 2022.
5. Язык и общество. Энциклопедия. / д.ф.н., проф. В.Ю. Михальченко – М.: Издательский центр «Азбуковник», 2016. С. 308-314
6. Moran, Steven & McCloy, Daniel (eds.) 2019. PHOIBLE 2.0. Jena: Max Planck Institute for the Science of Human History. (Available online at http://phoible.org)